# 李向中
李向中（1611年—1651年），字豹韋，號立齋，湖廣鍾祥縣人。明末政治人物。

## 生平
崇禎九年（1636年）丙子科湖廣鄉試舉人，崇禎十三年（1640年）庚辰科進士，任浙江長興縣知縣，調秀水縣，政聲大著。
安宗時，升兵部車駕司郎中，出爲蘇松兵備副使。隆武朝，任尚寶司卿。事敗，避於海濱。魯王監國，召李向中為都察院右僉都御史，進兵部尚書。清軍攻佔舟山，李向中慷慨就戮。

## 家族
祖添恩。父之樞，庠生。